# محوطه ایدنک
محوطه ایدنک مربوط به دوران‌های تاریخی پس از اسلام است و در شهرستان کهگیلویه، روستای ایدنک واقع شده و این اثر در تاریخ ۲۴ فروردین ۱۳۸۲ با شمارهٔ ثبت ۸۳۱۳ به‌عنوان یکی از آثار ملی ایران به ثبت رسیده است.